# Aco Stojkov
Aco Stojkov (in macedone Ацо Стојков?; Strumica, 29 aprile 1983) è un ex calciatore macedone, di ruolo attaccante.

## Palmarès

### Club

#### Competizioni giovanili
- Campionato Primavera: 1

Inter: 2001-2002
- Torneo di Viareggio: 1

Inter: 2002

#### Competizioni nazionali
- Campionato macedone: 1

Vardar: 2015-2016
- Coppa di Macedonia: 1

Akademija Pandev: 2018-2019
- Supercoppa di Macedonia: 1

Vardar: 2013
- Campionato albanese: 1

Skënderbeu: 2014-2015

## Statistiche

### Cronologia presenze e reti in nazionale
| Cronologia completa delle presenze e delle reti in nazionale ― Macedonia | Cronologia completa delle presenze e delle reti in nazionale ― Macedonia | Cronologia completa delle presenze e delle reti in nazionale ― Macedonia | Cronologia completa delle presenze e delle reti in nazionale ― Macedonia | Cronologia completa delle presenze e delle reti in nazionale ― Macedonia | Cronologia completa delle presenze e delle reti in nazionale ― Macedonia | Cronologia completa delle presenze e delle reti in nazionale ― Macedonia | Cronologia completa delle presenze e delle reti in nazionale ― Macedonia |
| Data                                                                     | Città                                                                    | In casa                                                                  | Risultato                                                                | Ospiti                                                                   | Competizione                                                             | Reti                                                                     | Note                                                                     |
| ------------------------------------------------------------------------ | ------------------------------------------------------------------------ | ------------------------------------------------------------------------ | ------------------------------------------------------------------------ | ------------------------------------------------------------------------ | ------------------------------------------------------------------------ | ------------------------------------------------------------------------ | ------------------------------------------------------------------------ |
| 21-8-2002                                                                | Skopje                                                                   | Macedonia                                                                | 5 – 0                                                                    | Malta                                                                    | Amichevole                                                               | 1                                                                        | 46’                                                                      |
| 8-9-2002                                                                 | Vaduz                                                                    | Liechtenstein                                                            | 1 – 1                                                                    | Macedonia                                                                | Qual. Euro 2004                                                          | -                                                                        | 69’                                                                      |
| 20-11-2002                                                               | Skopje                                                                   | Macedonia                                                                | 2 – 3                                                                    | Israele                                                                  | Amichevole                                                               | -                                                                        | 79’                                                                      |
| 29-3-2003                                                                | Skopje                                                                   | Macedonia                                                                | 0 – 2                                                                    | Slovacchia                                                               | Qual. Euro 2004                                                          | -                                                                        | 82’                                                                      |
| 2-4-2003                                                                 | Losanna                                                                  | Macedonia                                                                | 0 – 1                                                                    | Portogallo                                                               | Amichevole                                                               | -                                                                        | 16’                                                                      |
| 7-6-2003                                                                 | Skopje                                                                   | Macedonia                                                                | 3 – 1                                                                    | Liechtenstein                                                            | Qual. Euro 2004                                                          | 1                                                                        |                                                                          |
| 11-6-2003                                                                | Istanbul                                                                 | Turchia                                                                  | 3 – 2                                                                    | Macedonia                                                                | Qual. Euro 2004                                                          | -                                                                        |                                                                          |
| 9-10-2004                                                                | Skopje                                                                   | Macedonia                                                                | 2 – 2                                                                    | Paesi Bassi                                                              | Qual. Mondiali 2006                                                      | 1                                                                        | 69’ 76’                                                                  |
| 13-10-2004                                                               | Andorra la Vella                                                         | Andorra                                                                  | 1 – 0                                                                    | Macedonia                                                                | Qual. Mondiali 2006                                                      | -                                                                        |                                                                          |
| 17-11-2004                                                               | Skopje                                                                   | Macedonia                                                                | 0 – 2                                                                    | Rep. Ceca                                                                | Qual. Mondiali 2006                                                      | -                                                                        | 64’                                                                      |
| 9-2-2005                                                                 | Skopje                                                                   | Macedonia                                                                | 0 – 0                                                                    | Andorra                                                                  | Qual. Mondiali 2006                                                      | -                                                                        | 67’                                                                      |
| 12-10-2005                                                               | Amsterdam                                                                | Paesi Bassi                                                              | 0 – 0                                                                    | Macedonia                                                                | Qual. Mondiali 2006                                                      | -                                                                        | 69’                                                                      |
| 28-5-2006                                                                | Madrid                                                                   | Macedonia                                                                | 2 – 1                                                                    | Ecuador                                                                  | Amichevole                                                               | -                                                                        | 59’                                                                      |
| 4-6-2006                                                                 | Krefeld                                                                  | Macedonia                                                                | 1 – 0                                                                    | Turchia                                                                  | Amichevole                                                               | -                                                                        | 46’                                                                      |
| 16-8-2006                                                                | Tallinn                                                                  | Estonia                                                                  | 0 – 1                                                                    | Macedonia                                                                | Qual. Euro 2008                                                          | -                                                                        | 71’                                                                      |
| 6-9-2006                                                                 | Skopje                                                                   | Macedonia                                                                | 0 – 1                                                                    | Inghilterra                                                              | Qual. Euro 2008                                                          | -                                                                        | 56’                                                                      |
| 7-10-2006                                                                | Manchester                                                               | Inghilterra                                                              | 0 – 0                                                                    | Macedonia                                                                | Qual. Euro 2008                                                          | -                                                                        | 46’                                                                      |
| 11-10-2006                                                               | Andorra la Vella                                                         | Andorra                                                                  | 0 – 3                                                                    | Macedonia                                                                | Qual. Euro 2008                                                          | -                                                                        | 32’                                                                      |
| 15-11-2006                                                               | Skopje                                                                   | Macedonia                                                                | 0 – 2                                                                    | Russia                                                                   | Qual. Euro 2008                                                          | -                                                                        |                                                                          |
| 2-6-2007                                                                 | Skopje                                                                   | Macedonia                                                                | 1 – 2                                                                    | Israele                                                                  | Qual. Euro 2008                                                          | 1                                                                        |                                                                          |
| 22-8-2007                                                                | Skopje                                                                   | Macedonia                                                                | 0 – 0                                                                    | Nigeria                                                                  | Qual. Euro 2008                                                          | -                                                                        | 71’                                                                      |
| 8-9-2007                                                                 | Mosca                                                                    | Russia                                                                   | 3 – 0                                                                    | Macedonia                                                                | Qual. Euro 2008                                                          | -                                                                        | 46’                                                                      |
| 12-9-2007                                                                | Skopje                                                                   | Macedonia                                                                | 1 – 1                                                                    | Estonia                                                                  | Qual. Euro 2008                                                          | -                                                                        | 81’                                                                      |
| 21-11-2007                                                               | Ramat Gan                                                                | Israele                                                                  | 1 – 0                                                                    | Macedonia                                                                | Qual. Euro 2008                                                          | -                                                                        |                                                                          |
| 6-2-2008                                                                 | Skopje                                                                   | Macedonia                                                                | 1 – 1                                                                    | Serbia                                                                   | Amichevole                                                               | -                                                                        | 64’                                                                      |
| 26-3-2008                                                                | Zenica                                                                   | Bosnia ed Erzegovina                                                     | 2 – 2                                                                    | Macedonia                                                                | Amichevole                                                               | -                                                                        | 66’                                                                      |
| 26-5-2008                                                                | Reutlingen                                                               | Polonia                                                                  | 1 – 1                                                                    | Macedonia                                                                | Amichevole                                                               | -                                                                        | 61’                                                                      |
| 15-10-2008                                                               | Reykjavík                                                                | Islanda                                                                  | 1 – 0                                                                    | Macedonia                                                                | Qual. Mondiali 2010                                                      | -                                                                        | 61’                                                                      |
| 19-11-2008                                                               | Podgorica                                                                | Montenegro                                                               | 2 – 1                                                                    | Macedonia                                                                | Amichevole                                                               | -                                                                        | 46’                                                                      |
| 11-2-2009                                                                | Adalia                                                                   | Moldavia                                                                 | 1 – 1                                                                    | Macedonia                                                                | Amichevole                                                               | -                                                                        | 46’                                                                      |
| 6-6-2009                                                                 | Skopje                                                                   | Macedonia                                                                | 0 – 0                                                                    | Norvegia                                                                 | Qual. Mondiali 2010                                                      | -                                                                        | 81’                                                                      |
| 10-6-2009                                                                | Skopje                                                                   | Macedonia                                                                | 2 – 0                                                                    | Islanda                                                                  | Qual. Mondiali 2010                                                      | 1                                                                        | 64’                                                                      |
| 12-8-2009                                                                | Skopje                                                                   | Macedonia                                                                | 2 – 3                                                                    | Spagna                                                                   | Amichevole                                                               | -                                                                        |                                                                          |
| 5-9-2009                                                                 | Glasgow                                                                  | Scozia                                                                   | 2 – 0                                                                    | Macedonia                                                                | Qual. Mondiali 2010                                                      | -                                                                        | 78’                                                                      |
| 9-9-2009                                                                 | Oslo                                                                     | Norvegia                                                                 | 2 – 1                                                                    | Macedonia                                                                | Qual. Mondiali 2010                                                      | -                                                                        | 60’                                                                      |
| 11-10-2009                                                               | Skopje                                                                   | Macedonia                                                                | 2 – 1                                                                    | Qatar                                                                    | Amichevole                                                               | -                                                                        | 46’                                                                      |
| 14-11-2009                                                               | Strumica                                                                 | Macedonia                                                                | 3 – 0                                                                    | Canada                                                                   | Amichevole                                                               | -                                                                        | 59’                                                                      |
| 18-11-2009                                                               | Teheran                                                                  | Iran                                                                     | 1 – 1                                                                    | Macedonia                                                                | Amichevole                                                               | -                                                                        | 46’                                                                      |
| 3-3-2010                                                                 | Skopje                                                                   | Macedonia                                                                | 2 – 1                                                                    | Montenegro                                                               | Amichevole                                                               | -                                                                        | 46’                                                                      |
| 11-8-2010                                                                | Ta' Qali                                                                 | Malta                                                                    | 1 – 1                                                                    | Macedonia                                                                | Amichevole                                                               | -                                                                        | 55’                                                                      |
| 12-10-2014                                                               | Leopoli                                                                  | Ucraina                                                                  | 1 – 0                                                                    | Macedonia                                                                | Qual. Euro 2016                                                          | -                                                                        | 85’                                                                      |
| 15-11-2014                                                               | Skopje                                                                   | Macedonia                                                                | 0 – 2                                                                    | Slovacchia                                                               | Qual. Euro 2016                                                          | -                                                                        | 46’                                                                      |
| Totale                                                                   |                                                                          | Presenze                                                                 | 42                                                                       |                                                                          | Reti                                                                     | 5                                                                        |                                                                          |